# Jarosław Moskałyk
Jarosław Michał Moskałyk ukr. Ярослав Михайло Москалик (ur. 7 grudnia 1960 w Człuchowie) – kapłan wschodniego Kościoła katolickiego w Polsce, profesor nauk teologicznych, pracownik naukowy Wydziału Teologicznego Uniwersytetu im. Adama Mickiewicza w Poznaniu.

## Życiorys
Syn Michała i Katarzyny (zd. Nabereżna). W latach 1979–1984 odbył studia w Metropolitalnym Seminarium Duchownym w Lublinie. Święcenia kapłańskie w katolickim obrządku wschodnim otrzymał 7 lipca 1985 r. w Przemyślu.
W latach 1985–1987 pełnił posługę duszpasterską dla wiernych Kościoła greckokatolickiego w Bytowie i Miastku. W latach 1987–1991 odbywał studia specjalistyczne na KUL w Lublinie, gdzie w 1991r. obronił doktorat z teologii. W latach 1991–1995 pełnił funkcję duszpasterską w parafiach greckokatolickich w Olsztynie, Dobrym Mieście i Lidzbarku Warmińskim. W latach 2010–2013 był duszpasterzem parafii greckokatolickiej pw. Opieki Matki Bożej w Poznaniu.
W latach 1995–2002 prowadził wykłady z teologii dogmatycznej w Akademii Teologicznej we Lwowie oraz w Wyższym Seminarium Duchownym w Rudnie. W 2001 uzyskał stopień doktora habilitowanego nauk teologicznych w zakresie teologii dogmatycznej i ekumenicznej na Wydziale Teologicznym Uniwersytetu Opolskiego. W latach 2002–2005 prowadził działalność naukową i duszpasterską w parafii greckokatolickiej w Berlinie.
Od 2002 pracuje jako profesor nadzwyczajny w Zakładzie Teologii Fundamentalnej i Ekumenicznej Wydziału Teologicznego UAM, prowadząc wykłady z teologii ekumenicznej i dogmatycznej. Od 2007 wykłada także na Wydziale Neofilologii UAM w Poznaniu. W latach 2008–2012 prowadził wykłady na Wydziale Studiów Międzynarodowych i Politycznych (Katedra Ukrainoznawstwa) UJ w Krakowie.  
11 kwietnia 2012 otrzymał tytuł naukowy profesora nauk teologicznych.